# جائزة الولايات المتحدة الكبرى 1971
جائزة الولايات المتحدة الكبرى 1971 هو سباق فورمولا 1 أقيم بتاريخ 3 أكتوبر 1971 في نيويورك. كان الحادي عشر من أصل 11 في بطولة العالم لسباقات الفورمولا واحد موسم 1971.

## الترتيب النهائي
|         | الترتيب | السائق         | النقاط |
| ------- | ------- | -------------- | ------ |
|         | 1       | جاكي ستيورات   | 62     |
|         | 2       | روني بيترسون   | 33     |
| 1       | 3       | فرانسوا سيفيرت | 26     |
| 1       | 4       | جاكي إيكس      | 19     |
| 1       | 5       | جو سيفرت       | 19     |
| المصدر: |         |                |        |